# 短吻鰏
短吻鰏（学名：Leiognathus brevirostris），又稱小鞍斑鰏、金錢仔，為輻鰭魚綱鱸形目鰏科的其中一個種。

## 分布
本魚分布於印度太平洋區，包括東非、馬達加斯加、模里西斯、馬爾地夫、斯里蘭卡、印度、孟加拉灣、泰國、馬來西亞、越南、日本、台灣、中國、印尼、澳洲、新幾內亞、密克羅尼西亞、帛琉、馬紹爾群島、馬里亞納群島等海域。

## 深度
水深1至100公尺。

## 特徵
本魚吻長約略等於眼徑；體長為體高的2.7倍，頭長的4.3倍。胸部無鱗，側線可達尾柄末端，背鰭第二硬棘不作絲狀延長，且不及體高的1/2，背鰭第三到第四枚硬棘間有一不明顯黑斑。背鰭有硬棘8枚、軟條16至17枚，臀鰭有硬棘3枚、軟條14枚。體長可達14公分。

## 生態
本魚常出現在河口的鹹水域，捕食小型甲殼類、多毛類維生。

## 經濟利用
小型食用魚，味美但多刺，煮湯適宜。